# 竹下琢也
竹下 琢也（たけした たくや、1984年11月7日 - ）は、静岡県出身のスポーツプログラマー、サッカー指導者。

## 来歴
大学時代、スポーツ家庭教師及びスポーツ指導者人材派遣事業を行う有限会社H.U.Sを設立し、陸上競技や障害者スポーツなどを指導。また、杉本龍勇とともに清水エスパルスでフィジカルトレーニングを担当し、岡崎慎司や藤本淳吾などを指導した経験がある。
2011年、田坂和昭監督の要請により、株式会社Sports Culture Developmentからの派遣という形で大分トリニータのフィジカルコーチに就任。サッカーに陸上のエッセンスを採り入れて、個々のレベルアップを図った。2013年限りで大分のフィジカルコーチを退任。

## 学歴
- 2000年 - 2002年 静岡県立二俣高等学校
- 2003年 - 2006年 浜松大学（現常葉大学）

## 指導歴
- 2007年 浜松大学陸上部 フィジカルコーチ
- 職業能力開発大学校 非常勤講師
- 大塚製薬ランニングクラブ コーチ
- 2011年 - 2013年 大分トリニータ フィジカルコーチ